# Daluana bhubaneswarensis
Daluana bhubaneswarensis är en insektsart som beskrevs av K. Ramakrishnan 1982. Daluana bhubaneswarensis ingår i släktet Daluana och familjen dvärgstritar. Inga underarter finns listade i Catalogue of Life.